# تعديد (بديع)
التعديد هو عند أهل البديع إيقاع أسماء مفردة على سياق واحد، ويسمى سياقة الأعداد أيضًا. وأكثره يكون في الصفات نحو قوله تعالى في الآية الثانية والعشرين من سورة الحشر: ﴿هو الله الذي لا إله إلا هو الملك القدوس السلام المؤمن المهيمن العزيز الجبار المتكبر سبحان الله عما يشركون﴾، أو كقول المتنبي: 